# Управление вооружения ВМС
Управление вооружения ВМС (англ. Bureau of Naval Weapons, BuWeps, буквально «бюро вооружения ВМС») — часть структур материально-технического обеспечения Военно-морского министерства США, отвечавшее за закупки и техническую поддержку морской авиации и авиационного вооружения.
BuWeps было основано, согласно акту Конгресса США от 18 августа 1959 года (73 Stat. 395) объединением управления аэронавтики (англ. Bureau of Aeronautics), отвечавшего за морскую авиацию и соответствующие системы и Главного управления вооружения англ. Bureau of Ordnance отвечавшего за вооружения ВМС.
По мере всё большего усложнения авиационной техники, после Второй мировой войны, в ВМС США всё отчётливей осознавалась необходимость более тесной интеграции между самолётом и авиационным вооружением. Также, это способствовало разрешению конфликта между управлениями из-за технической конвергенции, например, работы BuOrd в области управляемых ракет, пересекались с работами BuAer по беспилотным летательным аппаратам.
BuWeps находилось в подчинении начальника управления вооружения ВМС, контр-адмирала (сокр. англ. RADM) по званию. За время существования BuWeps, им командовали четыре человека:
- контр-адмирал Пол Д. Струп (англ. Paul D. Stroop) — 10 сентября 1959 — 29 октября 1962
- контр-адмирал Клебер Мастерсон (англ. Kleber S. Masterson) — 27 ноября 1962 — 24 марта 1964
- контр-адмирал Веллингтон Т. Хайнс (англ. Wellington T. Hines), 25 марта — 27 мая 1964
- контр-адмирал Аллен М. Шинн (англ. Allen M. Shinn) — 28 мая 1964 — 1 мая 1966

Создание управления вооружения ВМС стало лишь временным решением потребностей ВМС США. В середине 1960-х годов, флот полностью пересмотрел организацию своего материально-технического обеспечения, заменив систему управлений ВМС (US Navy bureau system) системой командований (SYSCOM). 1 мая 1966 года BuWeps было упразднено и вместо него создано Командование авиационных систем ВМС (англ. Naval Air Systems Command, NAVAIR). Новую организацию возглавил контр-адмирал Шинн, бывший до этого начальником BuWeps.